# Praga (Szydłowiec)

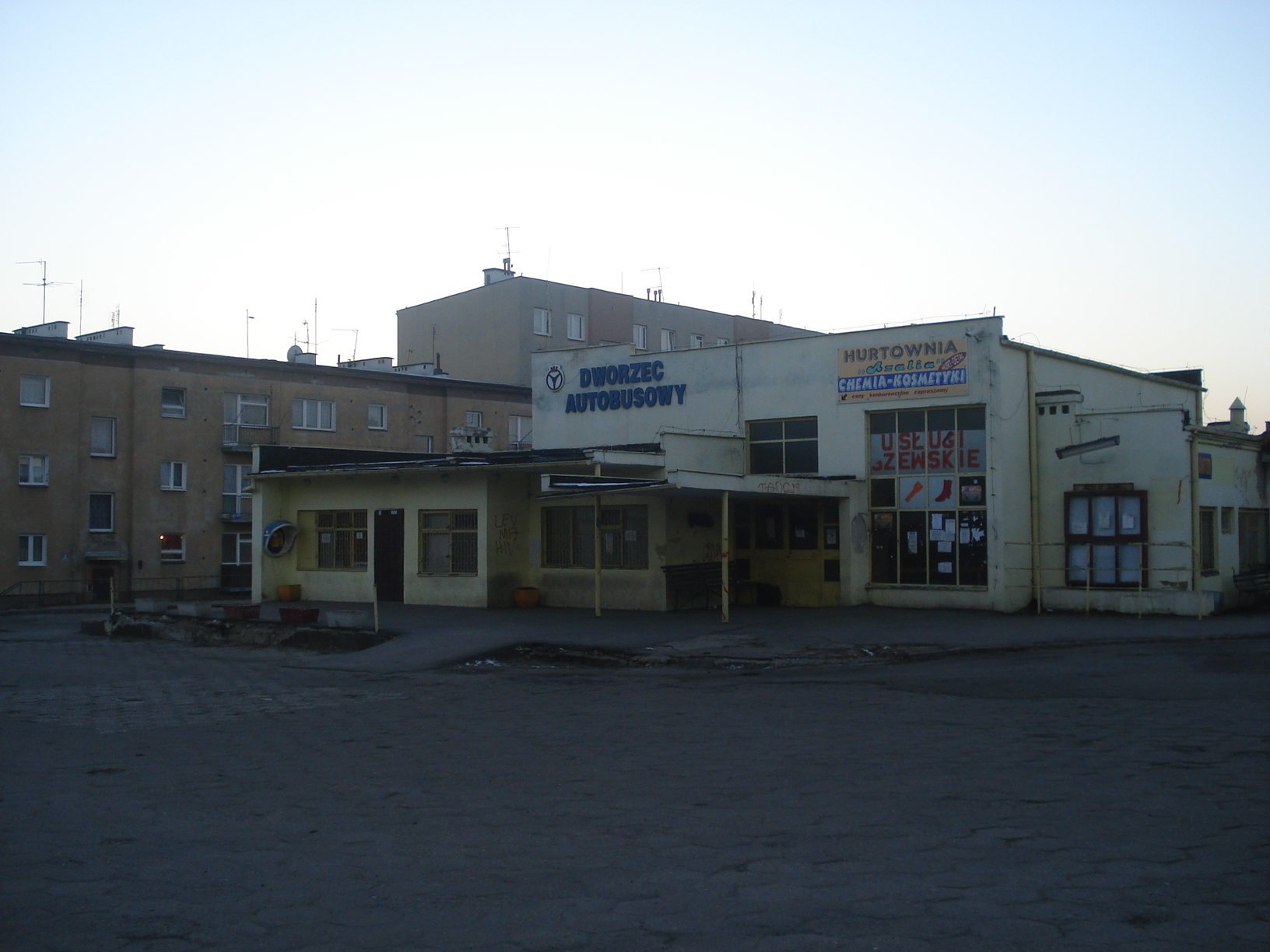
Dworzec PKS w Szydłowcu

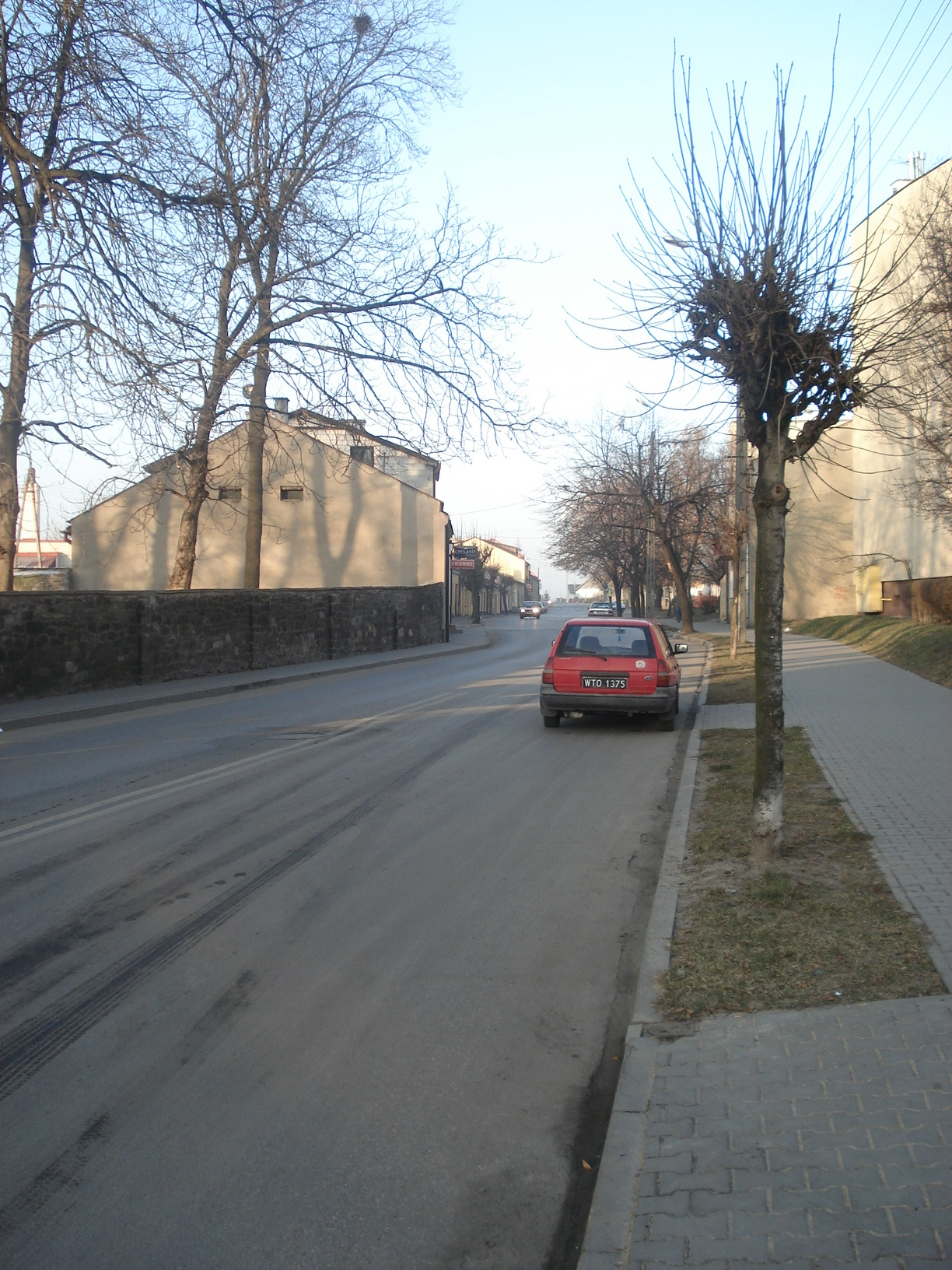
ul. Radomska

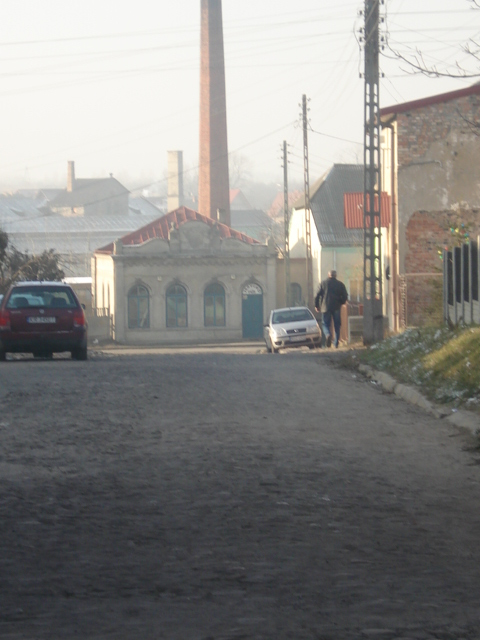
ul. Przechodnia z widokiem na synagogę garbarską

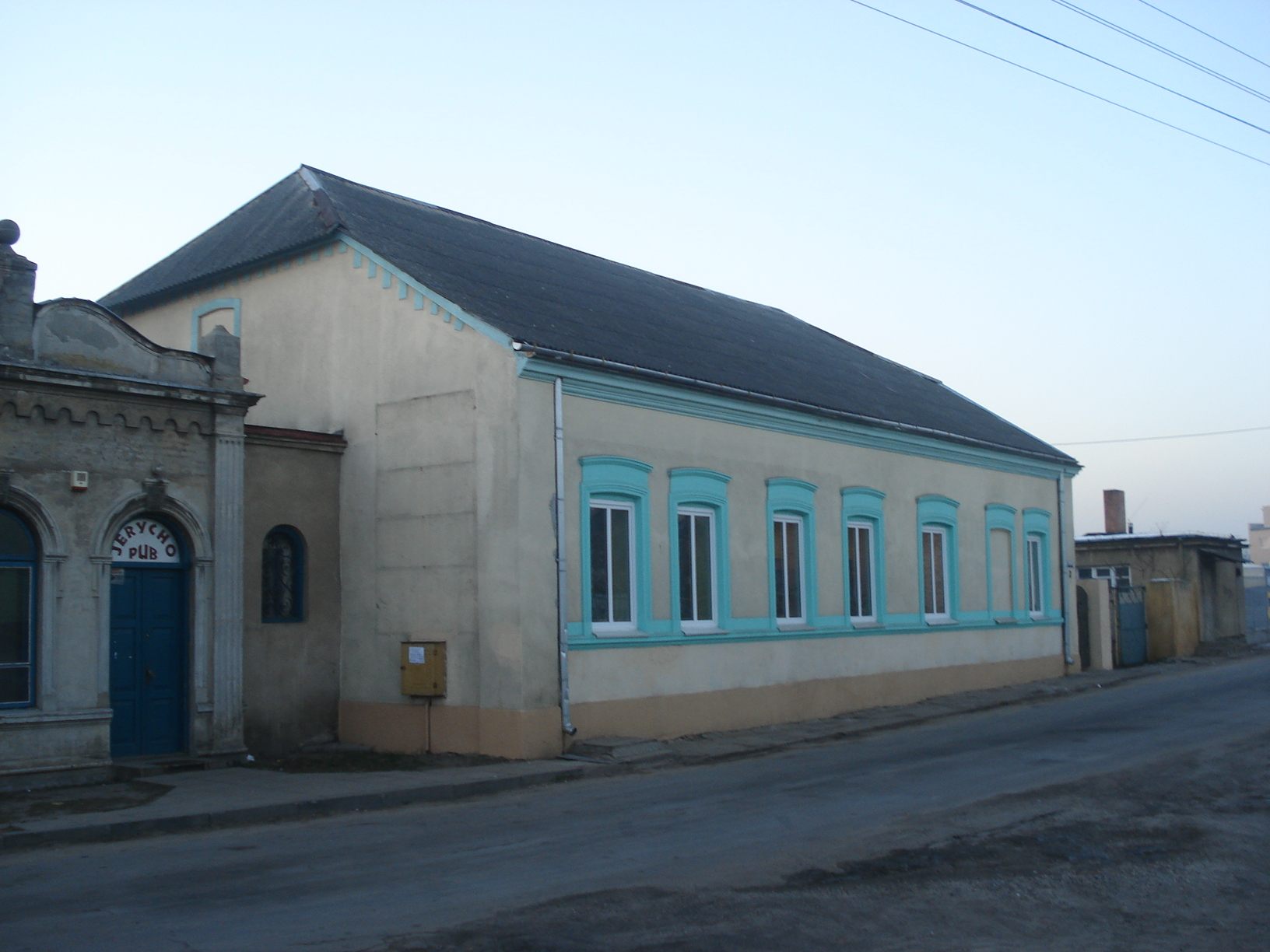
Dom garbarski

Praga – nieoficjalna dzielnica Szydłowca, składająca się z kilku części:
- Stara Praga
- Nowa Praga znana też jako Osiedle Północ lub Praga Północ
- Osiedle Przydworcowe
- Targowica
- Długosz

## Położenie
Praga położona jest w środkowej oraz północnej części miasta Szydłowca. Jej granice wyznacza od południa ulica Zamkowa, od wschodu ulica Kościuszki natomiast zachodnia granica to rzeka Korzeniówka. Praga kończy się na wjeździe ulicy Kościuszki w trasę E77 oraz na północnej granicy miasta. Przez dzielnicę przebiega odcinek drogi wojewódzkiej 727.
Praga graniczy z Osiedlem Wschód, Starym Miastem, Podzamczem oraz na północy z wsią Długosz oraz Zdziechów. Głównym miejscem Pragi jest plac Wolności – dawny Rynek Składowy.
Ulice: Radomska  (od ul. Zamkowej do końca), Zamkowa  (strona północna do rzeki Korzeniówki), Kościuszki  (od ul. Zamkowej do obwodnicy), Północna, Polna, Targowa, Metalowa, Garbarska, Browarska, Przechodnia, Poprzeczna, Słomiana, Świętokrzyska, Kopernika, Maleckiego, Szydłowieckiego, Słoneczna.

## Historia
W 1512 roku Szydłowiec uzyskał od króla Zygmunta Starego prawo do składowania żelaza. Dzięki temu ważnemu przywilejowi miasto poszerzyło swoje granice, aby mieć miejsce na składowanie tego surowca. Wkrótce Mikołaj Szydłowiecki wyznaczył teren pod lokalizacje nowej dzielnicy z placem, na którym miano składować żelazo. W dzielnicy wytyczono plac, który początkowo zwano Rynkiem Składowym i rozpoczęto legalne gromadzenie żelaza. W niedługim czasie Mikołaj założył na południe od Składowa nową dzielnicę Skałkę z kościołem szpitalnym, który stanowił jej północną granicę.
Rynek Składowski był największym placem w Szydłowcu, usytuowanym na piaskowcowej płycie przy rozwidleniu gościńca radomskiego i traktu do Skrzynna. Rynek zwany był także Rynkiem Słomianym, przez wyściełanie placu słomą, która tłumiła hałas powstały przy składowaniu żelaza. Wkrótce dzielnica rozrosła się (szczególnie w stronę południową) tworząc oprócz Rynku Słomianego, ulice Szpitalną łączącą Skałkę ze Składowem, Słomianą, Przechodnią, Poprzeczną, ku Szydłówku, Radomską oraz Żydowską.
Od XVIII wieku, do Szydłowca zaczęli masowo napływać Żydzi, którzy osiedlali się szczególnie na Skałce, a z czasem zaczęli zamieszkiwać również Składów. Pod koniec XVIII południową część miasta zamieszkiwali Żydzi. Od tego czasu Składów włączono w obręb dzielnicy Żydowskiej składającej się również ze Skałki, której centrum stanowił Rynek Skałeczny (zwany później Żydowskim).
Gdy zaprzestano składować żelazo w Rynku Słomianym, dzielnicę zaczęto nazywać Pragą. W czasie II Rzeczypospolitej rozrosła się o kolejne ulice: Garbarską, przy której wybudowano garbarnię a później także bóżnicę oraz Polną. W sierpniu 1942 roku Praga stała się częścią ściśle strzeżonego getta.
Po II wojnie światowej rozwinął się tu przemysł garbarski. Wybudowano wtedy dwie garbarnie przy ul. Garbarskiej ("Przyjaźń" oraz "Garbarz"). Całkowicie zmienił się wygląd dzielnicy, między ulicami Zamkową i Kościuszki a placem Wolności (Os. Przydworcowe), na którym wzniesiono kilkupiętrowe domy z usługami handlowymi oraz dworzec autobusowy. Na Starej Pradze w miejscu zniszczeń wojennych zbudowano domki jednorodzinne.
Osiedle Północ zostało założone w latach 70. XX wieku, jako osiedle domków jednorodzinnych. Wcześniej rozciągały się tam łąki i pola uprawne, z wyjątkiem ulicy Polnej i Północnej, przy których znajdowało się kilka domów mieszkalnych. Intensywna rozbudowa osiedla nastąpiła w latach 80. Osiedle obejmuje ulice: Północną od ulicy Słomianej do końca, Świętokrzyską, Kopernika, Mikołaja Szydłowieckiego, Maleckiego, Słoneczną i Polną.

## Turystyka
Praga jest dzielnicą pożydowską, zamieszkaną obecnie przez różne warstwy społeczne. W Starej Pradze oraz Os. Przydworcowym czuć ducha socjalizmu, natomiast w okolicy targu mieszają się różne style od starych budynków do nowoczesnych mieszkań. Obecnie na Pradze znajduje się kilka zabytków:
Przy budynku właściciela garbarni, wzniesionym przy ulicy Garbarskiej wraz z sąsiadującym domem modlitwy chasydów, zachowała się od strony ogrodu tzw. kuczka w formie drewnianego ganku. Kuczkę użytkowano podczas żydowskiego Święta Kuczek, zwanego Sukkot lub Świętem Namiotów. Wnętrze ozdobiono polichromią: na tropie kasetony, na ścianach liściaste drzewa, patera z owocami, winne grono i kielich z butelką, hebrajskie inskrypcje oraz Tarcza Dawida. Zachowana bożnica obecnie mieści w sobie pub.
Do Pragi wlicza się plac Świętego Ducha, mieszczący się w miejscu dawnego kościółka z przytułkiem. Na placu znajduje się krzyż upamiętniający dawny kościół, ufundowany przez rodzinę Orzechowskich.
Na zbiegu ulic Słonecznej, Polnej i Browarskiej, znajduje się zabytkowa kapliczka, pochodząca z 1708 roku, pod którą pochowani są zmarli podczas epidemii.
Przy ulicy Radomskiej znajdują się stare kamieniczki pochodzące nawet z XIX wieku, m.in. stara wozownia przy domu nr. 60. Stara zabudowa znajduje się na całej tzw. Starej Pradze.

## Gospodarka
Stara Praga w XX wieku, była dzielnicą podupadającą, dawne garbarnie popadały w ruinę i niszczały. Na początku XXI wieku zostały odsprzedane a na ich miejscu otwarto nowe firmy. Wykupiony został też teren przy ul. Browarskiej, przy którym znajdują się ruiny browaru. Na jego miejscu prywatni właściciele wybudowali ekskluzywny dom weselny "Lodownia" oraz kilka firm. Liczne firmy istnieją przy ul. Metalowej obok targowicy, znajduje się tam także teren Specjalnej Strefy Ekonomicznej "Starachowice" Podstrefy "Szydłowiec". Przy ulicy Maleckiego znajduje się pas ogródków działkowych. W obrębie ulicy Targowej znajduje się Targowica Miejska nr 2.